# Chad & Jeremy
Chad and Jeremy fue un dúo de folk rock británico de los '60, formado por Chad Stuart (David Stuart Chadwick, nacido el 10 de diciembre de 1941 en Windermere, Cumbria)  y Jeremy Clyde (Michael Thomas Jeremy Clyde, nacido el  22 de marzo de 1941 en Dorney, Buckinghamshire). Fueron parte de la Invasión Británica de los años 60, donde una gran cantidad de bandas británicas conquistaron la escena estadounidense y luego el mundo entero.

## Historia
Su primer sencillo en el Reino Unido fue "Yesterday's gone", producido por John Barry y editado bajo Ember Records, lanzado en 1963, siendo su único éxito en su país. Sin embargo, en Estados Unidos su éxito fue mayor, siendo su segundo sencillo, "A Summer's Song", #7 en el Billboard Hot 100. Los siguientes éxitos fueron "Willow weep for me" y "Before and After", alcanzando el Top 20.
En total, Chad and Jeremy tuvieron 7 éxitos en los Top 40 de Estados Unidos entre 1964 y 1966.
Debido a su popularidad, aparecieron en la serie de T.V. Batman, en los episodios de diciembre de 1966 "The Cat's Meow" y "The Bat's Kow Tow" , en donde la villana invitada, Gatùbela (Julie Newmar) intenta robar sus voces. En el segundo episodio ellos cantan "Distant Shores" y "Teenage Failure".

## Discografía
LP
Yesterday's gone - 1964
Chad and Jeremy Sing For You - 1964
Before and After - 1965
I don't want to lose you baby - 1965
More Chad and Jeremy - 1966
Distant Shores - 1966
The Best - 1966
Of Cabbages and Kings - 1967
The Ark - 1968
Ark-eology - 2008